# Ernst Sobe
Ernst Sobe (ur. 2 września 1904, zm. 8 października 1942) – niemiecki oficer marynarki, dowódca niemieckiego okrętu podwodnego U-34, od czerwca 1938 do stycznia 1940 roku dowódca 7. Flotylli U-Bootów Wegener, następnie dowódca Agru Front, od lipca do listopada 1941 roku dowódca 27. Szkolnej Flotylli U-Bootów. Okres od listopada 1941 do lutego 1942 spędził w Befehlshaber der U-Boote (BdU), zaś 7 marca 1942 roku objął dowództwo okrętu podwodnego U-179. 15 sierpnia 1942 roku wyszedł z Kilonii na swój pierwszy patrol bojowy, podczas którego 8 października 1942 roku zatopił brytyjski statek „City of Athens” (6,558 ton). Tego samego dnia zginął zatopiony wraz z okrętem.